# Sørfold
Sørfold je občina v administrativni regiji Nordland na Norveškem.